# Miercani
Miercani – wieś w Rumunii, w okręgu Ardżesz, w gminie Uda. W 2011 roku liczyła 139 mieszkańców.